# Araucacis
Araucacis är ett släkte av steklar. Araucacis ingår i familjen brokparasitsteklar.
Kladogram enligt Catalogue of Life:
| Araucacis | \| \| Araucacis leptaulax \| \| \| \| \| \| Araucacis melanthes \| \| \| \| |
|           | \| \| Araucacis leptaulax \| \| \| \| \| \| Araucacis melanthes \| \| \| \| |
|           | Araucacis leptaulax                                                         |
|           |                                                                             |
|           | Araucacis melanthes                                                         |
|           |                                                                             |